# Brotogeris cyanoptera
Brotogeris cyanoptera е вид птица от семейство Папагалови (Psittacidae).

## Разпространение
Видът е разпространен в Боливия, Бразилия, Венецуела, Еквадор, Колумбия и Перу.